# Josefa Inés Paulín de la Peña
Josefa Inés Paulín de la Peña, también llamada María Josefa Paulín y de la Peña o Josefa Paulín de la Peña (Cullera, 28 de enero de 1825 - París, 1 de octubre de 1895) fue una aristócrata española, de familia de origen francés.

## Biografía

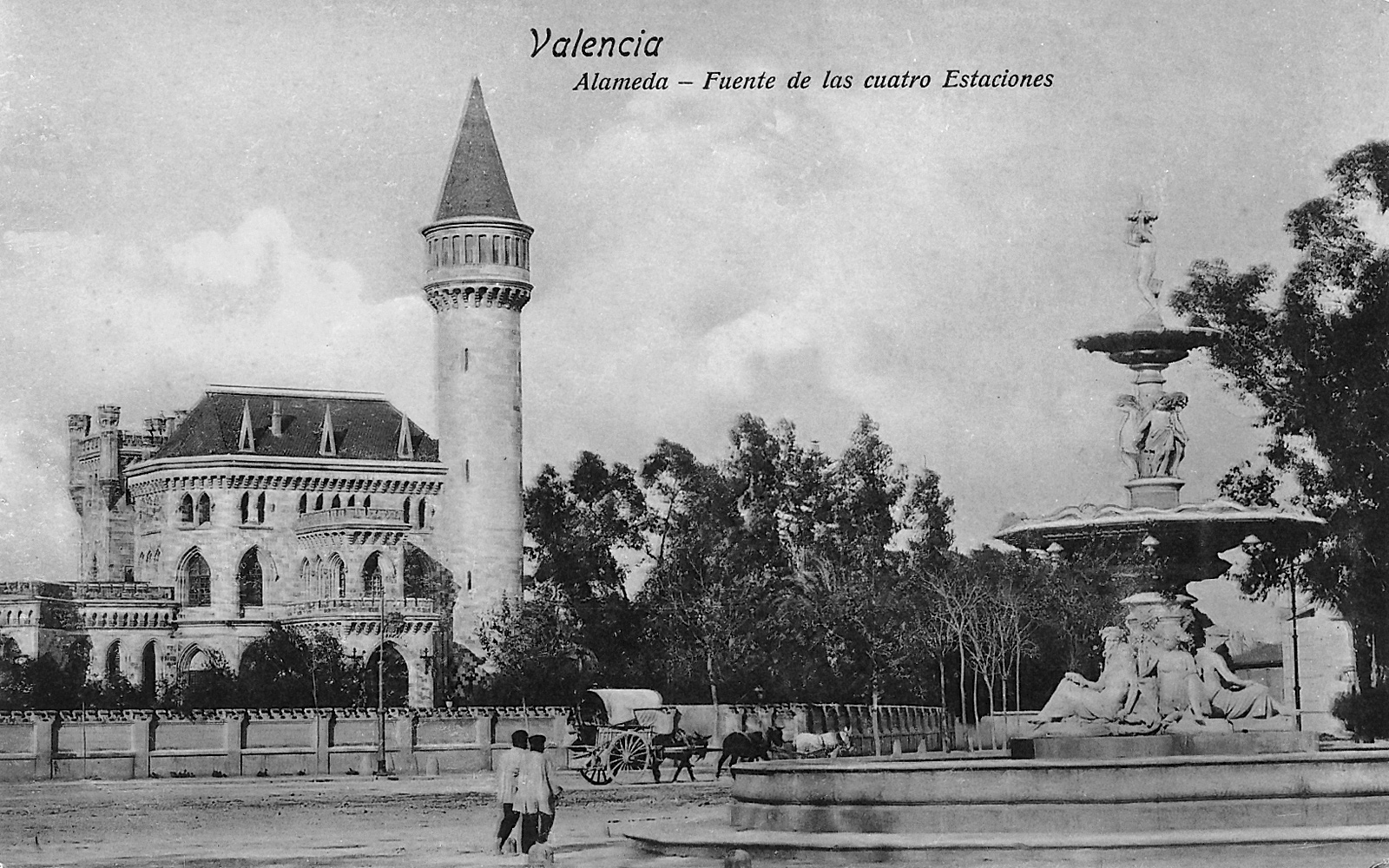
Castillo de Ripalda

Josefa Inés era hija del indiano y militar Roque Paulín Quijano y de Mariana de la Peña y Sanchiz. Recibió una esmerada educación que, junto a su posición económica, le permitió alternar con la nobleza valenciana.
Fue una mujer fuerte y emprendedora y, por sus dos matrimonios, miembro de importantes familias de la historia contemporánea de la ciudad de Valencia. Contrajo matrimonio en primeras nupcias con Antonio María Romrée Cebrián (1807-1855), conde de Romrée, título nobiliario procedente de Bélgica y que pasó a su hijo Carlos Antonio de Romrée y Paulín, y en 1857 en segundas nupcias con José Joaquín Agulló Ramón (1810-1876), III barón de Tamarit, IV marqués de Campo Salinas y VI Conde de Ripalda, de quien enviudó en 1876. Tras la muerte de su marido promovió en Valencia la construcción del Pasaje de Ripalda, galería comercial de estilo europeo.
En 1885 construyó un palacete, el Palacio de Ripalda, en uno de los huertos que la familia poseía entre los Jardines del Real y la Alameda. Se terminó de construir en 1887. A su muerte, el palacio sería para su hija María Dolores Agulló y Paulín, marquesa de Campo Salinas (1866-1942).